# Edson de Castro Homem
Dom Edson de Castro Homem (Rio de Janeiro, 17 de abril de 1949) é um bispo católico brasileiro, Bispo-emérito da Diocese de Iguatu.

## Biografia
Filho de Lazaré Andrade Homem e Maria Hercília de Castro Homem. Fez seus estudos de Filosofia e Teologia na Pontifícia Universidade Católica do Rio de Janeiro. Sua ordenação sacerdotal ocorreu em 18 de outubro de 1977, no Rio de Janeiro. Fez o doutorado em Teologia Espiritual, em 1981, na Pontifícia Universidade Gregoriana em Roma e também o doutorado em Filosofia na Universidade do Estado do Rio de Janeiro, concluído em 2004. Foi professor de Teologia na Pontifícia Universidade Católica do Rio de Janeiro, no Instituto Superior de Teologia da Arquidiocese, no Instituto de Filosofia e Teologia de São Bento; e professor de Filosofia no Instituto de Filosofia João Paulo II e na Universidade Católica de Petrópolis.
Como sacerdote foi pároco das Paróquias: Nossa Senhora Reparadora, em Del Castilho; Maria Mãe da Igreja e São Judas Tadeu, em Padre Miguel; Nossa Senhora da Luz, no Alto da Boa Vista e São Lourenço, em Bangu. Foi diretor do Instituto Superior de Teologia da Arquidiocese do Rio de Janeiro e diretor espiritual do Seminário Menor do Rio de Janeiro. Dom Edson foi prefeito de disciplina do Seminário Maior da Arquidiocese do Rio de Janeiro. Coordenador da Comissão para o Diaconato Permanente e Assistente Eclesiástico dos Ministros Extraordinários da Sagrada Comunhão. Foi membro da Comissão Arquidiocesana para a Doutrina da Fé, do Conselho de Pastoral da Arquidiocese e do Conselho de Consultores.
Foi eleito bispo em 16 de fevereiro de 2005 pelo Papa João Paulo II com a sede titular de Muzia, ocorrendo a sua ordenação episcopal no dia 12 de março de 2005, na cidade do Rio de Janeiro, sendo sagrante principal Dom Eusébio Oscar Cardeal Scheid e co-consagrantes Dom Eugênio de Araújo Cardeal Sales e Dom Alano Maria Pena. Dom Edson escolheu como lema de vida episcopal: Sufficit tibi gratia.
Na Arquidiocese do Rio de Janeiro Dom Edson desempenha os seguintes encargos: animador dos Vicariatos Episcopal Urbano e de Jacarepaguá. Animador do Diaconato Permanente, da Associação Cultural, das Faculdades Católicas, do Instituto Superior de Direito Canônico, da Assistência Religiosa ao Menor Privado de Liberdade, de cursos de Doutrina Social e da Pastoral do Menor no Regional Leste I da CNBB. Ainda é diretor do Instituto Superior de Teologia e do Instituto Superior de Ciências Religiosas.
No dia 6 de maio de 2015, o Papa Francisco nomeou-o como Bispo Diocesano de Iguatu, transferindo-o da sede titular de Muzia e do ofício de auxiliar na Arquidiocese de São Sebastião do Rio de Janeiro.